# NK Drava Sveti Đurđ
NK Drava Sveti Đurđ je nogometni klub iz Svetog Đurđa, mjesta u Varaždinskoj županiji.

## Povijest
Klub je osnovan 4. srpnja 1934.
Klub trenutačno (sezona 2018./19.) igra u 1. ŽNL Varaždinska. Sezonu 2017./18. su završili na 5. mjestu.